# Амониев карбонат
Амониевият карбонат е химическо съединение, производно на амоняка. Химическата му формула е (NH4)2CO3. Означава се с E503 като хранителна добавка.
Представлява бяло кристално вещество, нехигроскопично, много разтворимо във вода. Всъщност съставът на продукта, който се среща в практиката като амониев карбонат, в никакъв случай не отговаря на състава на (NH4)2CO3, a представлява смес от амониев карбонат, амониев бикарбонат, и амониев карбаминат.
Под названието „амониум“ или „амониева сода“ амониевият карбонат намира приложение в пекарството за набъбване, бухване на тестение изделия, тъй като при висока температура на изпичането им той се разпада на газове, които образуват шупли в тестото. Тестени изделия, бухнали на основата на (NH4)2CO3 ако се разчупят веднага след изпичането миришат на амоняк.